# The Soviet Story
The Soviet Story is een Engelstalige Letse Documentaire uit 2008, geregisseerd door Edvins Snore. De première van de film was op 5 mei 2008 in Riga. De film had een budget van €170.000,- en was gefilmd in Berlijn, Brussel, Cambridge, Kiev, Moskou, Parijs en Riga.
De film duurt 86 minuten.

## Verhaal
The Soviet Story vertelt het verhaal van het Sovjet-regime en voornamelijk over diens samenwerking met Nazi-Duitsland. De film beweert dat de Sovjet-Unie medeverantwoordelijk is voor de holocaust. In de film komen onder andere getuigen aan bod.

## Rolverdeling
Hieronder staan de personen die mee hebben gedaan aan de film.
- Andre Brie
- Vladimir Bukovsky
- Norman Davies
- Aleksandr Guryanov
- Vladimir Karpov
- Emma Korpa
- Girts Valdis Kristovskis
- Rita Papina
- Pierre Rigoulo
- Boris Sokolov
- Viktor Suvorov
- Inese Vaidere
- Ari Vatanen
- George Watson